# Santo Domingo-Caudilla
Santo Domingo-Caudilla är en kommun i Spanien.   Den ligger i provinsen Toledo och regionen Kastilien-La Mancha, i den centrala delen av landet, 70 km sydväst om huvudstaden Madrid. Antalet invånare är 1 065. Arean är 54 kvadratkilometer.
Terrängen i Santo Domingo-Caudilla är platt.